# That Guy with the Glasses
That Guy with the Glasses (рус. Тот парень в очках) — веб-сайт, специализированный под сатирические и развлекательные обзоры фильмов и видеоигр, запущенный в апреле 2007 года. Главным обозревателем на сайте с момента его основания считается Дуглас Дариен Уокер (англ. Douglas Darien «Doug» Walker), известный также под псевдонимом «Тот парень в очках», а также своими сценическими образами, такими, как «Бомж Честер» (англ. Chester A. Bum) и «Ностальгирующий Критик» (англ. The Nostalgia Critic). Основатель и администратор сайта — Майкл Мишо (англ. Michael Michaud), также являющийся соучредителем родительской компании Channel Awesome.
На сайте публикуются обзоры Дугласа Уокера и других членов команды That Guy with the Glasses Team.

## История
Изначально Дуглас Уолкер загружал на YouTube обзоры, в которых рассматривал фильмы и телепередачи, выходившие давно или недавно. Однако, на обзоры стали поступать жалобы по поводу нарушения авторских прав от таких студий, как 20th Century Fox и Lionsgate, что привело к удалению роликов с сервиса. Уокер пробовал загружать свои обзоры снова на другие каналы, помечая их как новые, но это проблемы не решило. Тогда Дуглас решил создать сайт вместе с веб-мастером Майклом Мишо, который к тому моменту был одним из трёх соучредителей компании Channel Awesome. Сайт был запущен в апреле 2008 года, там выкладываются все видео Уокера и по сей день. Позже на сайте начали выкладывать видео других обозревателей.
Успех обзоров Дугласа позволил ему проводить конференции и бросить свою прежнюю работу иллюстратора. Позже к сайту были присоединены другие тематические проекты, такие как Bar Fiesta (охватывает увеселительные мероприятия, происходящие в Чикаго), Blistered Thumbs (охватывает контент игровых сайтов), InkedReality (охватывает аниме, мангу и комиксы). В пределах каждого проекта существует своя команда обозревателей.

## Обозреватели сайта

### That Guy with the Glasses Team
Представители этой команды делают главным образом обзоры на всё, что, так или иначе, связано с киноиндустрией.
- «Тот парень в очках» (Дуглас Уокер) — англ. That Guy With The Glasses (Doug Walker)
- «Разрушитель блокбастеров» (Эрик «ERod» Родригес) — англ. Blockbuster Buster (Eric "ERod" Rodriguez)
- «Колдгай» (Патрик Бёрден) — англ. Coldguy (Patrick Burden)
- «ЧР!» (Чэд Рокко) — англ. CR! (Chad Rocco)
- «Чёрный лабиринт» (Эд Глэсер) — англ. Dark Maze Studios (Ed Glaser)
- «Diamanda Hagan»
- «Ностальгирующая Чика» (Линдси Эллис) — англ. The Nostalgia Chick (Lindsay Ellis)
- «Киношный мозг» (Мэтью Бак) — англ. Film Brain (Mathew Buck)
- «Киношная совесть» (Люк Мохре) — англ. Film Conscience (Luke Mochrie)
- «Iron Liz»
- «Майк Джэй» (Майк Джевонс) — англ. Mike J (Mike Jeavons)
- «Нэш» (Нэш Бозард) — англ. Nash (Nash Bozard)
- «Грустная панда» (Жюльен Диаз) — англ. The Sad Panda (Julien Diaz)
- «Фас» (Майкл Чичиано) — англ. Skitch (Michael Schiciano)
- «Oancitizen» (Кайл Калгрен) — англ. Oancitizen (Kyle Kallgren)
- «Тёмная Лупа» (Эллисон Преглер) — англ. Obscurus Lupa (Allison Pregler)
- «Папа Дуган» (Пол Шулер) — англ. Paw Dugan (Paul Schuler)
- «Фэйлэс» (Фелан Портеус) — англ. Phelous (Phelan Porteous)
- «Рэпующий критик» (Дарен Джексон) — англ. The Rap Critic (Daren Jackson)
- «Киношный сноб» (Брэд Джоунс) — англ. The Cinema Snob (Brad Jones)
- «Тодд в тени» (Тодд Натансон) — англ. Todd In The Shadows (Todd Nathanson)
- «Тот sci-fi парень» (Лео Томпсон) — англ. ThatSciFiGuy (Leo Thompson)

### Blistered Thumbs
Данная группа обозревателей фокусирует своё внимание на видеоиграх.
- «Злой Джо» (Джо Варгас) — англ. Angry Joe (Joe Vargas)
- «Ашенс» (Стюарт Ашенс) — англ. Ashens (Stuart Ashens)
- «Бензай» (Бенджамин Даниэль) — англ. Benzaie (Benjamin Daniel)
- «Беннетт мудрый» (Беннетт Уайт) — англ. Bennett The Sage (Bennett White)
- «ХаосD1» (Джонатан Буркхард) — англ. ChaosD1 (Jonathan Burkhardt)
- «FarFromSubtle» (Фрейзер Агар) — англ. FarFromSubtle (Fraser Agar)
- «Гуру Ларри & Уэс» (Ларри Банди-младший и Уэсли Лок) — англ. Guru Larry & Wez (Larry Bundy Jr and Wesley Lock)
- «Хейсэнивлджиниэс» (Том Уайт) — англ. Heisanevilgenius (Tom White)
- «Джонтрон» (Джон Джафари) — англ. JonTron (Jon Jafari)
- «Джюварио» (Джастин Кармикал) — англ. JewWario (Justin Carmical) (скончался в январе 2014 года)
- «Lee Davidge»
- «Dena Natali»
- «Leon Thomas»
- «PushingUpRoses» (Сара Уилсон) — англ. PushingUpRoses (Sarah Wilson)
- «Ру» (Джои Десена) — англ. Roo (Joey Desena)
- «Надежда среди хаоса» (Шон Фоуз) — англ. Hope Within Chaos (Sean Fausz)
- «Спуни» (Ной Энтвайлер) — англ. The Spoony One (Noah Antwiler) (с июля 2012 не является частью TGWTG. Реализует самостоятельные проекты на собственном сайте http://spoonyexperiment.com)

### Inked Reality
Данная группа обзорщиков фокусирует своё внимание на комиксы, аниме и мультфильмы в целом.
- «Эрик Пауэрап» (Эрик Пауэр) — англ. EricPowerup (Eric Power)
- «Счастливый Гарри» (Гарри Партридж) — англ. Happy Harry (Harry Partridge)
- «Джесу Отаку» (Хоуп Чапмэн) — англ. JesuOtaku (Hope Chapman)
- «Последний сердитый гик» (Брайан Хайнц) — англ. The Last Angry Geek (Brian Heinz)
- «Линкара» (Льюис Ловхоуг) — англ. Linkara (Lewis Lovhaug)
- «Марзгёрл» (Кэйлин Диксон) — англ. MarzGurl (Kaylyn Dicksion)
- «Team Four Star»
- «Тот парень в замше» (Уильям Дюфрен) — англ. That Dude in the Suede (William DuFresne)
- «Ванджелас» (Крис Хо) — англ. Vangelus (Chris Ho)
- «Повелитель времени» (Николас Фримэн)  — англ. Y Ruler of Time (Nikolas Freeman)

## Выпуски «Того парня в очках»

### «Ностальгирующий Критик»

Дуглас Уокер в образе Ностальгирующего Критика

«Ностальгирующий Критик» (англ. The Nostalgia Critic) — самая популярная серия обзоров Дугласа Уокера и самый долгоживущий его проект.
По задумке, Ностальгирующий Критик — это персонаж, который в юмористической форме критикует фильмы, мультфильмы, телесериалы и телешоу, вышедшие в период 1980—1990-х годов, пришедшихся на юность Дугласа. Каждый обзор неизменно начинается с фразы «Hello, I’m the Nostalgia Critic. I remember it, so you don’t have to» (рус. Привет, я — Ностальгирующий Критик. Я это помню, так что вам не обязательно.), что стало визитной карточкой шоу. В обзоре происходит пересказ сюжета, в котором особое внимание акцентируется на различных недочётах, например таких, как нелепая актёрская игра или нестыковки в сюжете. Эти недочёты обыгрываются разного рода шутками, что сделало шоу популярным.
14 сентября 2012 года на сайте появилась информация о том, что «Ностальгирующего Критика» как проекта больше не будет и что этот образ будет появляться лишь в специальных выпусках и камео.
22 января 2013 года в видео «The review must go on» Дуглас объявил о возвращении к обзорам Ностальгирующего Критика. В новых выпусках Дуглас начал обозревать уже новые фильмы. Немного изменился стиль ведения шоу: если раньше Дуглас преимущественно вёл шоу один, сидя за столом перед камерой, то в новом формате у каждого обзора появился свой мини-сюжет, в котором участвуют актёры и активно используется хромакей для подачи шуток.
Сценарий к каждому выпуску Дуглас составляет вместе со своим братом Робом Уокером (англ. Rob Walker).

### «Спроси Того парня в очках»
«Спроси Того парня в очках» (англ. Ask That Guy with the Glasses) — шоу, в котором Дуглас, одетый в синий халат, эскотский галстук, с трубкой в руках, которую никогда не раскуривает, отвечает на вопросы, присланные фанатами. Задаваемые закадровым голосом вопросы, как правило, нелепы и абсурдны, поэтому Дуглас отвечает на них абсурдными, порой с некой долей цинизма, ответами, сохраняя при этом невозмутимое состояние.
Данный образ пародирует представителей высшего класса с извращённой логикой. Каждый выпуск завершается фразой «There is no such thing as a stupid question, untill You ask it» (рус. Не существует такой вещи, как «глупый вопрос» до тех пор, пока вы его не зададите).

### Обзоры бездомного вместе с Честером А. Бомжом
В этих эпизодах Дуглас в образе бездомного, одетого в коричневый плащ и чёрно-оранжевую шапку с помпоном, также в юмористической форме делает обзоры, которые по сути являются просто смешным пересказом сюжета. В отличие от обзоров Ностальгирующего Критика эти обзоры намного короче и делаются на фильмы, вышедшие совсем недавно. Каждый обзор Честер неизменно начинает с фразы «OH MY GOD! THIS IS A GREATEST MOVIE I EVER SEEN IN MY LIFE!!!» (рус. Боже мой! Это самый лучший фильм, который я когда-либо видел в своей жизни) и заканчивает тем, что начинает выпрашивать мелочь.

### Краткосрочные шоу
- Кино за 5 секунд. В данных роликах делается попытка всего за 5 секунд раскрыть сюжет фильма, показывая ключевые моменты. Данные ролики были одними из первых на сайте.
- Theme Lyrics — ролики, в которых на начальные заставки различных телесериалов наложены песни в исполнении Дугласа, высмеивающие какие-либо черты телесериала. Каждый ролик начинается с фразы «Songs, that don’t need lyrics, but I added them anyway. HA!» (рус. Этим песням не нужны слова, но я их всё равно добавил. Ха!).
- ThatGuy Riffs — ролики, в которых Дуглас за кадром комментирует образовательные фильмы, выходившие в США в 50-х годах.
- Sibling Rivalry — шоу, в котором Дуглас и его брат Роб делают рецензии на фильмы на манер At the Movies.
- Как быть пиратом (англ. How To Be a Pirate). В данном шоу Дуглас в образе Билли Бонса из романа Роберта Стивенсона «Остров сокровищ» пытается объяснить, чем занимался пират в трактире, а именно — учил, как быть пиратом.
- Счастливого Зодждества (англ. Merry Zodmas). В этих выпусках генерал Зод объясняет, как нужно праздновать Рождество.
- Видеоигровые откровения (англ. Video Game Confessions). В этих эпизодах Доминик, работая барменом во «Дворце пикселей», куда заходят персонажи разных видеоигр, раскрывает их секреты.

### Demo Reel
Шоу Дугласа и его брата Роба, заменившее на некоторое время Ностальгирующего критика. Пилотный выпуск «The Dark Knight Begins Rising» (пародия на фильмы про Бэтмена Кристофера Нолана) появился на сайте 30 октября 2012 года.
По сюжету Demo Reel — это небольшая студия, занимающаяся переделкой уже снятых фильмов, в надежде, что их сценарии кто-нибудь купит за большие деньги. Каждый эпизод снят в стиле реалити-шоу, где на протяжении эпизода показывают, как работники студии сначала придумывают сценарий переделываемого в данном эпизоде фильма, а затем записывают демонстрационную запись, в которую входят наиболее яркие части сюжета. Разумеется, новый сценарий оказывается наполненным забавными моментами и нелепыми поворотами.
В общем итоге вышло 5 выпусков. В специальном выпуске «The Review Must Go On» нам рассказывают, как Дуглас решил отказаться от этого шоу и вернуться к Ностальгирующему Критику, посмотрев фильм «Странная жизнь Тимоти Грина».
Работники студии:
- Донни Дюпре (Donnie DuPre) в исполнении Дугласа Уокера (Doug Walker) — директор студии, а также по совместительству режиссёр, актёр, сценарист и монтажёр. В специальном выпуске «The Review Must Go On» выясняется, что Донни Дюпре это на самом деле Ностальгирующий Критик, заточённый в подобие чистилища, называемого «Сюжетная дыра». Покинув «Сюжетную дыру», Ностальгирующий критик возвращается в реальный мир, но при этом уничтожает мир Demo Reel.
- Рэбекка Стоун (Rebecca Stone) в исполнении Рэйчел Тэйтз (Rachel Tietz) — актриса, а также по совместительству сценарист. Из-за недостатка на студии работников играет ещё и мужские роли.
- Такома Нэрроуз (Tacoma Narrows) в исполнении Малкольма Рэя (Malcolm Ray) — сценарист, а также по совместительству актёр. Наиболее адекватный работник студии. Крайне недоволен тем, что его идеи не рассматривают всерьёз.
- Карл Копенгаген (Carl Copenhagen) в исполнении Роба Уокера (Rob Walker) — оператор. Говорит с немецким акцентом, при этом никто из других работников не знает, откуда он родом (что создаёт немалый комический эффект).
- Квинн (Quinn) в исполнении Джима Джаро (Jim Jarosz) — помощник оператора, по национальности ирландец. Выполняет работу Карла, если его нет рядом.

## Крупные события

### First Anniversary: That Guy With The Glasses Team Brawl

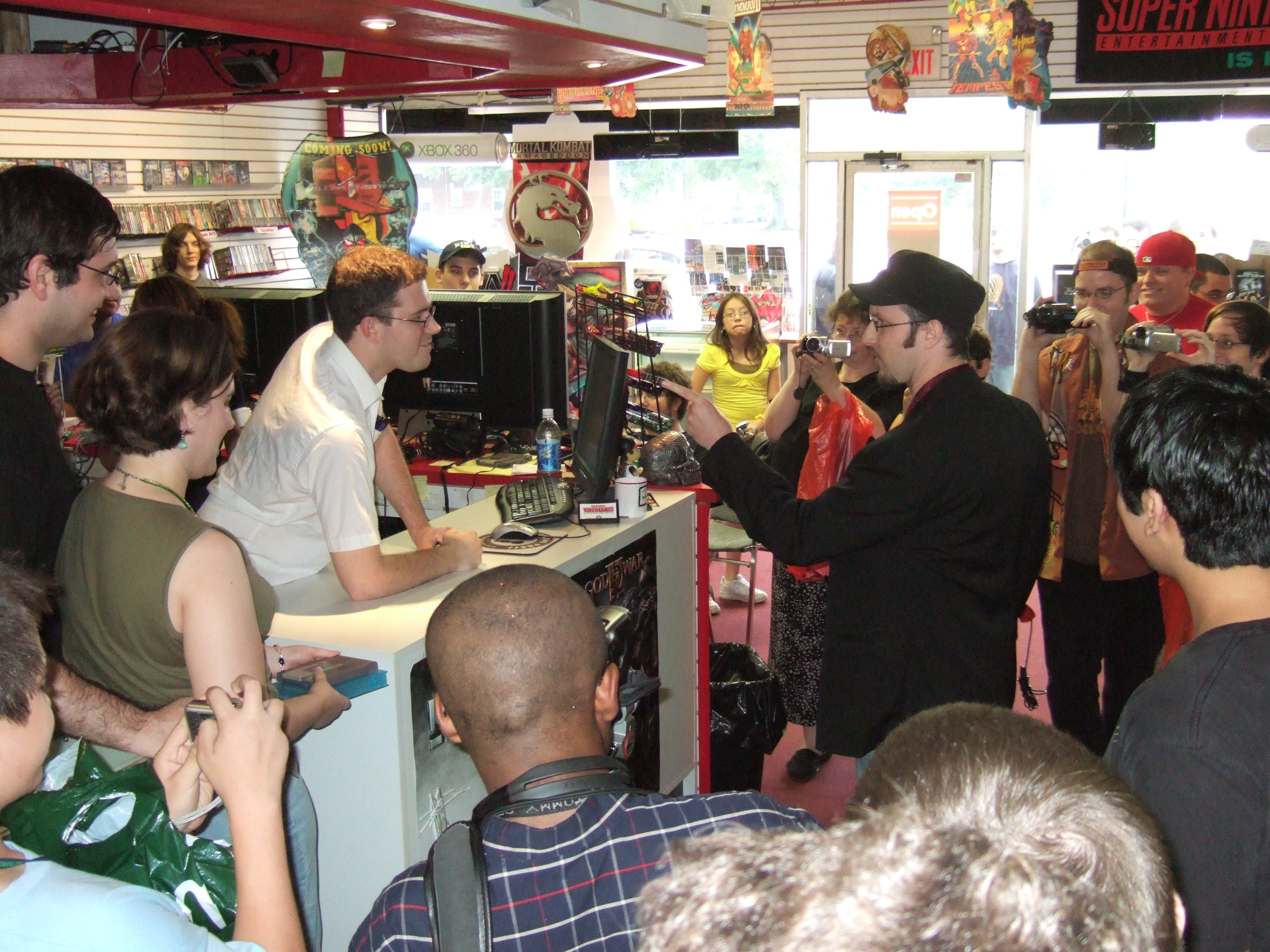
Шуточный конфликт между AVGN и Ностальгирующим критиком

10 мая 2009 года персонаж Дугласа Ностальгирующий Критик и другой знаменитый персонаж The Angry Video Game Nerd столкнулись в шуточном конфликте. Заключительное видео этого конфликта представляет из себя большой кроссовер, в котором затеялась шуточная драка между командой из обозревателей фильмов, возглавляемых Дугласом Уокером, с одной стороны, и обозревателей видеоигр, возглавляемых Джеймсом Рольфом, — с другой.

### TGWTG Charity Donation Drive
В декабре 2009 года Дуглас и Роб Вокеры совместно с некоторыми обозревателями сайта организовали благотворительную кампанию по сбору средств для Ronald McDonald house.

### Second Anniversary: Kickassia
Вторую годовщину сайт отпраздновал выпуском полнометражного фильма Kickassia, разделённого на несколько серий.
Сюжет повествует о том, как Ностальгирующий Критик в один прекрасный день объявляет республике Молоссия о захвате её территории, однако, получает отказ просто сдаться. На следующий день он собирает группу из обозревателей сайта, чтобы силой захватить Молоссию.
Из-за обилия юмора и смешных сцен фильм получил много положительных отзывов.

### Third Anniversary: Suburban Knights
Третью годовщину сайт также отпраздновал полнометражным фильмом под названием Suburban Knights, так же разделённого на несколько серий.
Сюжет этого фильма закручивается вокруг артефакта «Перчатка Малахита», дарующая её обладателю бессмертие и магическую силу. Об этой перчатке узнаёт Ностальгирующий Критик из записи репортажа о загадочном игроке Dungeons & Dragons, которому она принадлежала. Ностальгирующий Критик, движимый мыслью о возможном богатстве с продажи этого артефакта, собирает команду из обозревателей, чтобы найти её…
Данный фильм так же имел успех, как и Kickassia.

### Disneycember
Весь декабрь 2011 года Дуглас посвятил классическим рисованным мультфильмам компании Walt Disney. В декабре 2012 года Дуглас рассмотрел несколько мультфильмов студии Pixar, как продолжение Disneycember.

### Dreamworks-uary
Так как Disneycember был в целом успешен, Дуглас посвятил февраль 2013 года анимационным фильмам студии DreamWorks Animation.

### Fourth Anniversary: To Boldly Flee
В четвёртую годовщину (2012 год) вышел полнометражный фильм To Boldly Flee.
Сюжет фильма начинается после событий Suburban Knights. Ностальгирующий Критик отправляется вместе со своей командой обозревателей в космос для исследования таинственной аномалии под названием «Сюжетная дыра». В конце фильма выясняется, что «Сюжетная дыра» — это портал в реальный мир. Пройдя через него, Ностальгирующий Критик понимает, что он — всего лишь выдуманный персонаж (плод фантазии своего создателя — Дугласа Уокера). Тем временем, дыра начинает расширяться и поглощать реальный мир. Чтобы предотвратить слияние «Сюжетной дыры» с реальным миром, Ностальгирующий Критик жертвует собой и сам сливается с дырой. В конце фильма команда обозревателей празднует победу, принимая то, что они буквально являются «ошибками» — порождениями сюжетной дыры.
После выхода этого фильма на некоторое время прекратились выпуски Ностальгирующего Критика, объясняя это как раз концовкой To Boldly Flee. В самом фильме обыгрывались сюжеты многих фантастических фильмов, среди которых Star Trek, Star Wars, Супермен и другие.

### Fifth Year Anniversary: The Uncanny Valley
К пятой годовщине на сайте был анонсирован очередной полнометражный фильм The Uncanny Valley.

## Награды
В 2010 году Дуглас получил награду Mashable Awards 2010 в номинации Entrepreneur of the Year.

## Русская локализация
- Популярный русский видеоблогер BadComedian перенял манеру «Ностальгирующего критика» для собственного творчества[6][7][8]. В своих ранних видеообзорах он даже использовал небольшие вставки из его роликов.
- Канал любительской студии дубляжа «ДжоШизо» регулярно публикует переводы роликов «Ностальгирующего критика»[9].